# Rôge
La Rôge ou Ruisseau de la Rôge est un cours d'eau de la Haute-Saône et un sous-affluent du Rhône par la Lanterne, et la Saône.

## Géographie
La Rôge naît à Saint-Bresson, non loin du Houssot. Autrefois, elle délimitait la frontière entre le Comté de Bourgogne et le Duché de Lorraine.
Aujourd'hui, elle forme les limites des territoires entre Fougerolles, au nord, et Raddon-et-Chapendu, Saint-Valbert, Froideconche, au sud. Elle traverse Fontaine-lès-Luxeuil, Hautevelle, Francalmont. Elle rejoint la Lanterne à Briaucourt.
Sa longueur est de 21,7 km. Pour un bassin-versant total de 47 km2.

## Affluents
La Rôge draine de nombreuses sources et petits cours d'eau, dans les plus importants nous pouvons citer :
- le Ruisseau de Germonvaux, à Fontaine-lès-Luxeuil
- le Ruisseau de l'Etang du Pied de Fer, à Hautevelle
- le Ruisseau Enriquey, à Hautevelle
- le Ruisseau de la Corne Porchot (dit le Grand Ruisseau), à Francalmont

## Hydrologie
Le ruisseau de la Rôge ne dispose pas de station hydrométrique permanente.
Si nous prenons une valeur de débit spécifique, de 21,6 l/s/km² (valeur calculée sur la Lanterne à la station de Fleurey-lès-Faverney).
Le module annuel de la Rôge (à la confluence avec la Lanterne) se situerait donc aux alentours de 1,01 m3/s.

## Lieux et monuments
- De nombreux vestiges gallo-romains ont été découverts le long de son parcours (en amont : La Pierre des Gaulois, la Pierre du Sacrifice, la carrière à proximité de l'Ermitage de Saint-Valbert ; plus en aval : des vestiges à Hautevelle (...) en sont les témoins).
- Ermitage de Saint-Valbert : Valbert, disciple de Saint-Colomban, s'installe dans la vallée du Ru de Rôge au VIIe siècle. Les bâtiments du site sont classés parmi les Monuments Historiques en 1914. L’ensemble du site fut classé à l’inventaire des Monuments Historiques en 1943. À l'état d'abandon et de ruines, du début du XXe siècle jusque dans les années 1960, le site a été complètement rénové. Il est, aujourd'hui, ouvert au public. On y découvre la grotte de Saint-Valbert, la grotte de la Source, des Jardins à la Française, une chapelle, une carrière (d'origine du Moyen Âge) et une auberge.
- Parc animalier de Saint-Valbert.
- Arboretum du Ru de Rôge : circuit découverte de la faune et de la flore locale (forêt communale de Fougerolles).
- Prieuré de Fontaine : Saint-Colomban bâtit, vers 595, un nouveau monastère sur un promontoire assez large entouré d'une boucle de la rivière (actuel emplacement du prieuré de Fontaine-lès-Luxeuil).
- Forges du Beuchot (à Hautevelle) : forges établies dès le XVIIe siècle sur la Rôge (aujourd'hui une tréfilerie subsiste).